# شهرستان کرول (میزوری)
شهرستان کرول، میزوری (به انگلیسی: Carroll County, Missouri) یک سکونتگاه مسکونی در ایالات متحده آمریکا است که در میزوری واقع شده‌است.